# Tesla Takedown
Tesla Takedown is een protestbeweging die begin 2025 ontstond gericht tegen Tesla Inc. en haar CEO Elon Musk. Betogers organiseerden demonstraties bij Tesla-showrooms in de Verenigde Staten en Europa en riepen het publiek op om hun Tesla's en aandelen van het bedrijf te verkopen. Het doel van de gedecentraliseerde beweging is Musk economisch te beïnvloeden en zijn politieke invloed uit te dagen.

## Doel
Activiste Valerie Costa verklaarde dat de beweging "een krachtig publiek standpunt wil innemen tegen de tech-oligarchie achter de wrede en illegale acties van de regering-Trump. Evenals Amerikanen wil aanmoedigen hun Tesla's en aandelen van het bedrijf te verkopen." Acteur en filmmaker Alex Winter karakteriseerde Tesla Takedown als anti-Elon Musk in plaats van het bedrijf zelf, waarbij Musk het "giftige boegbeeld" is.

## Achtergrond
De beweging ontstond als reactie op Musks betrokkenheid bij de regering, tijdens de tweede termijn van Donald Trump als Amerikaans president. Specifiek Musks rol bij het Department of Government Efficiency (DOGE) en de massaontslagen bij de federale overheid van de Verenigde Staten in 2025. Musk is een senior adviseur van de president en de leider van DOGE. Het doel van DOGE is bezuinigen op de federale uitgaven en deregulering, volgens de opdracht die hij heeft ingesteld: "de federale technologie en software moderniseren om de efficiëntie en productiviteit van de overheid te maximaliseren".

## Mobilisatie

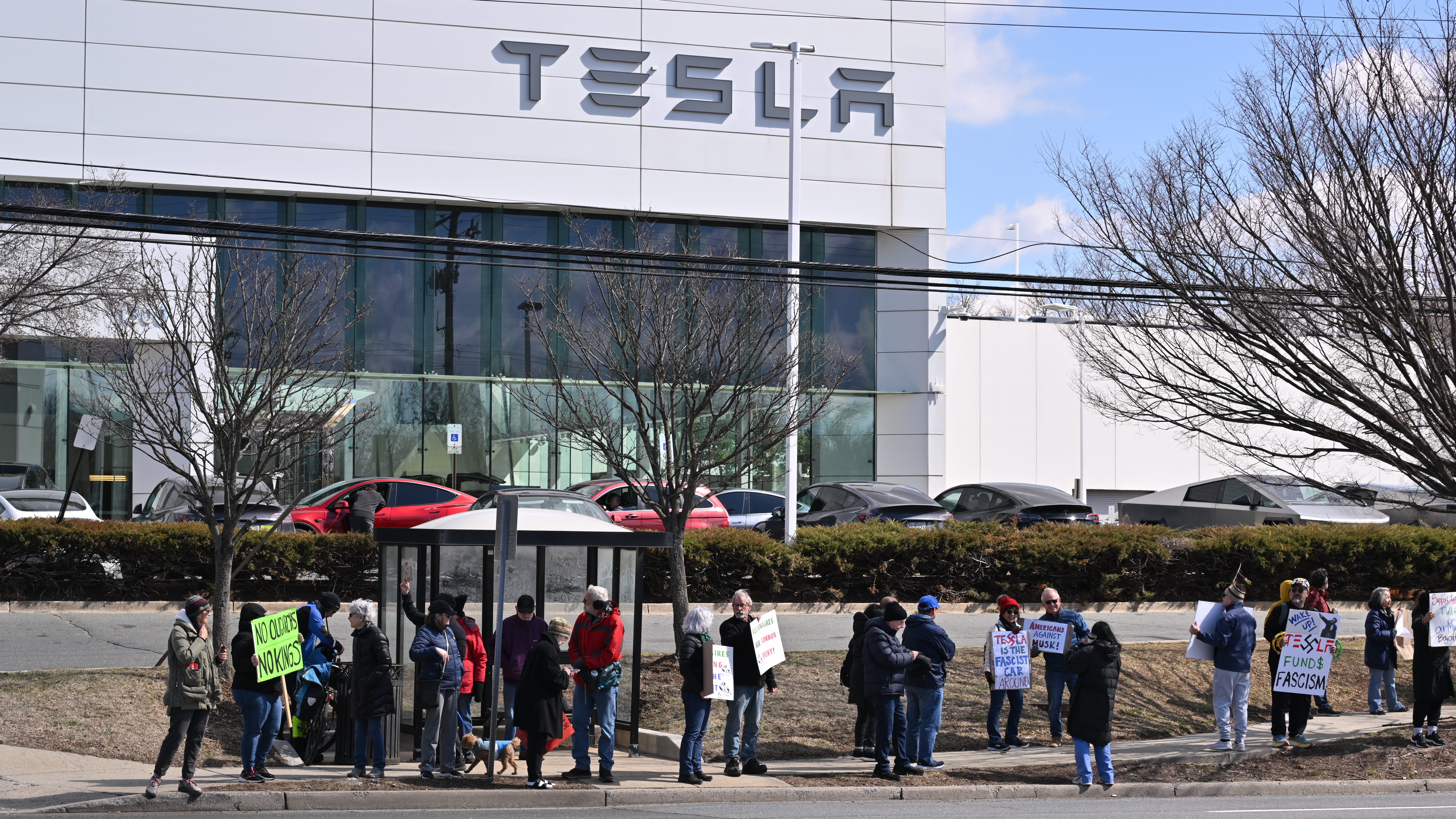
8 maart 2025, in Rockville, Maryland

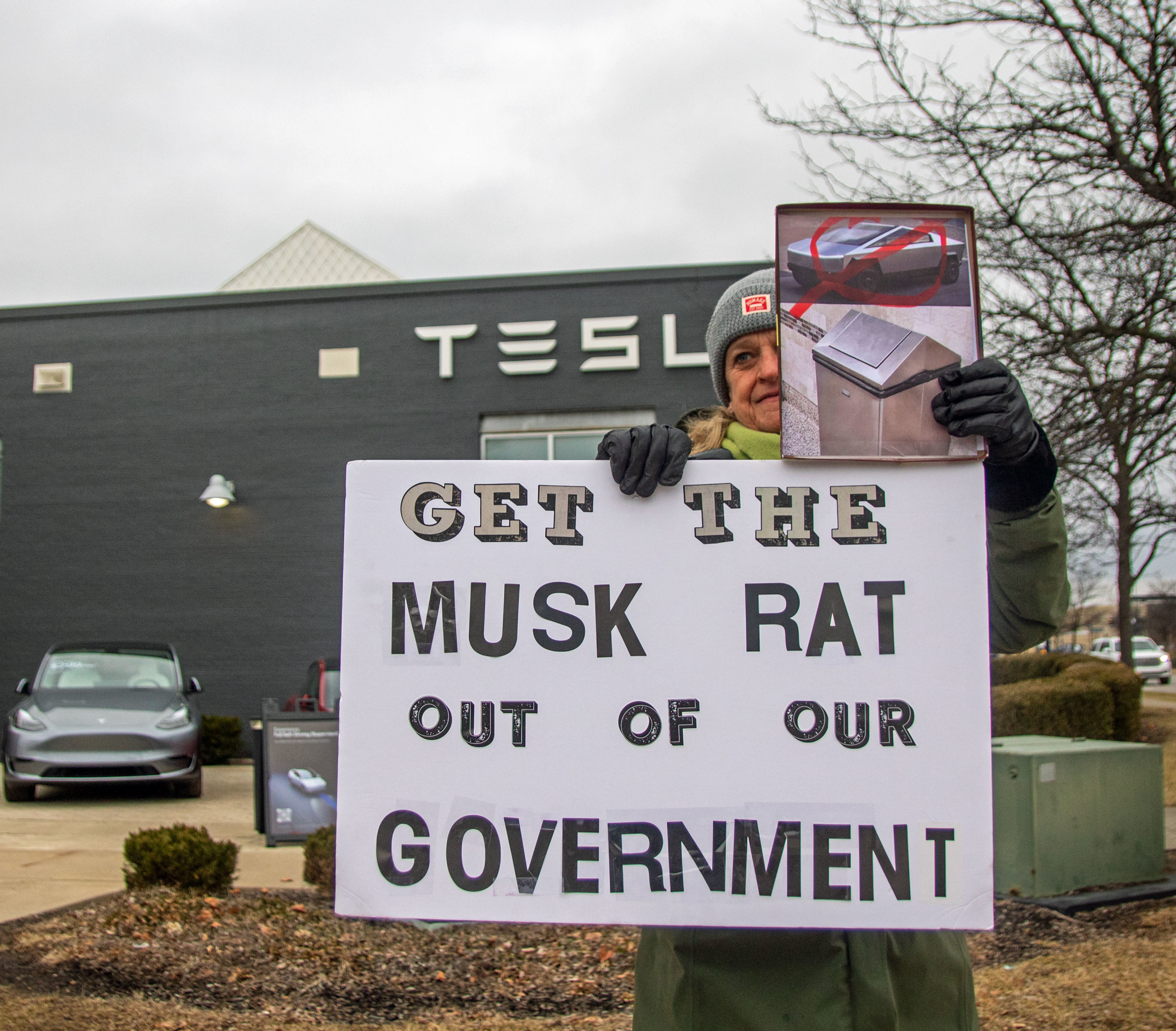
Een betoger in Columbus, Ohio, begin februari 2025

De protesten bij Tesla-showrooms begonnen begin februari 2025 met protesten in verschillende steden, waaronder New York. Deze eerste protesten trokken de aandacht van online activisten, waaronder Alex Winter. Winter begon de protesten en de daarmee samenhangende discussies op Bluesky te versterken, nadat hij met socioloog Joan Donovan had gesproken. De daaropvolgende protesten werden gecoördineerd via de hashtags #TeslaTakedown en #TeslaTakover op sociale media.

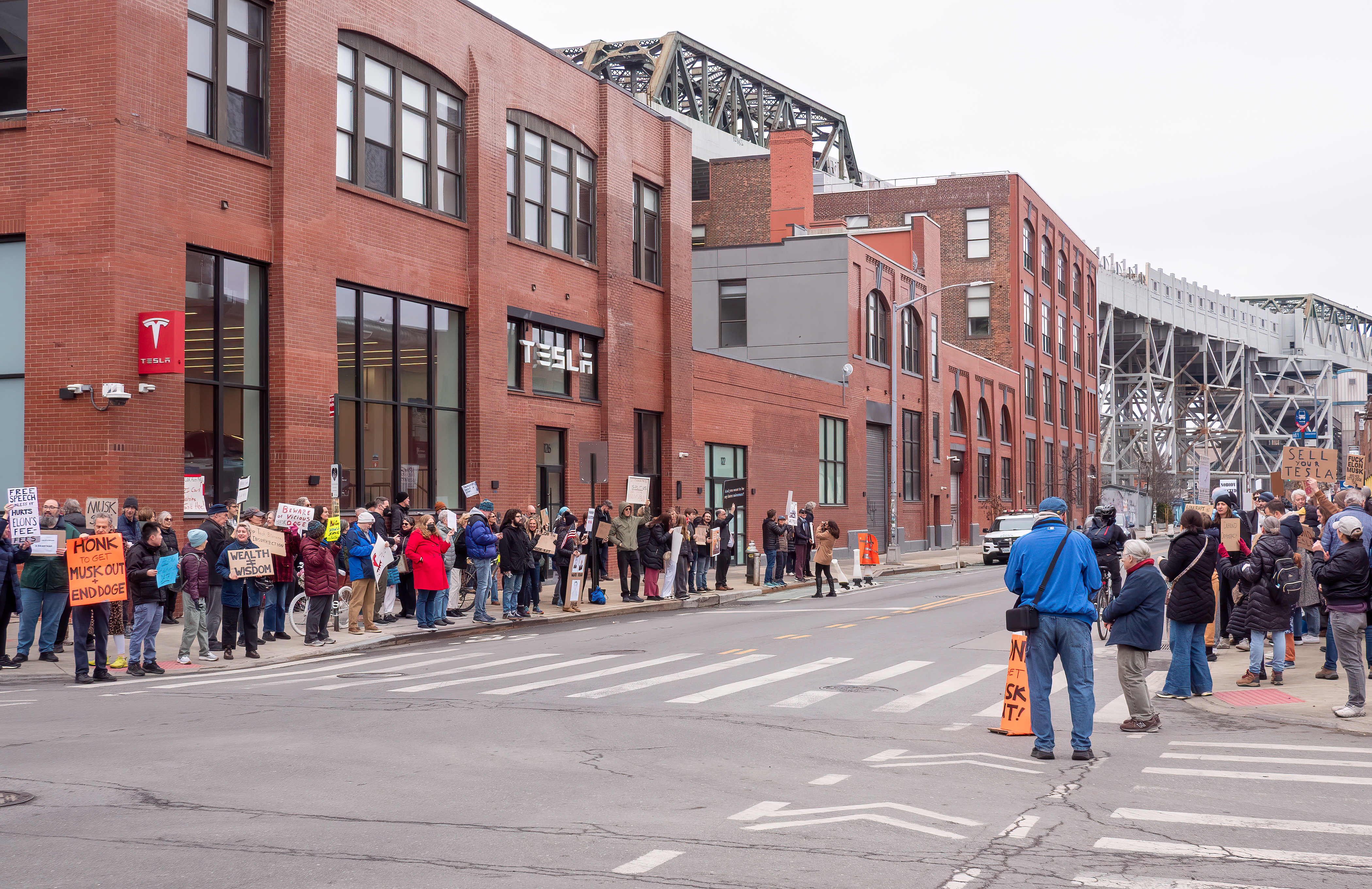
15 maart 2025, in Brooklyn, New York

Rond 15 februari 2025 verschenen er betogers bij Tesla-showrooms in verschillende steden in de Verenigde Staten. Een van de grotere protesten vond plaats buiten de showroom van Tesla in Manhattan, waar betogers te horen waren die riepen: "Elon Musk kan naar Mars; we hebben jullie nazi-auto's niet nodig", verwijzend naar de controverse over de Elon Musk-groet en Musks steun voor Alternative für Deutschland en "Burn a Tesla: Save Democracy". Ook vonden er protesten plaats in onder andere San Francisco, Berkeley, Minneapolis en Kansas City. Muzikante Sheryl Crow plaatste op sociale media een video waarop te zien is hoe een vrachtwagen met oplegger een Tesla weghaalt die ze uit protest had verkocht.
Honderden mensen kwamen op 19 februari naar een showroom in San Francisco. Onder de werknemers was Hai Binh Nguyen, die haar ongenoegen uitte over de stopzetting van haar werk bij het Consumer Financial Protection Bureau, waar zij actie onderneemt tegen oneerlijke handelspraktijken. De betogers uitten ook hun bezorgdheid dat overheidsdiensten geprivatiseerd en verkocht zouden worden aan miljardairs.
Bij een protest begin maart in New York werden negen personen gearresteerd tijdens een demonstratie bij een Tesla-showroom. Honderden mensen protesteerden voor een winkel in Owings Mills, Maryland. In Superior, Colorado, vond een protest plaats. Soortgelijke protesten vonden plaats in steden als Jacksonville, Florida, en Tucson, Arizona, waar deelnemers borden droegen met slogans als "Democracy Unites US".
Op 11 maart stuurden drieëntwintig senatoren van de staat New York een brief naar de financiële controleur van de staat New York, Thomas DiNapoli, waarin ze hem aanspoorden het pensioenfonds van de staat New York te desinvesteren uit Tesla. Ze stelden dat "gezien de aanhoudende volatiliteit van Tesla en de aanzienlijke winstdaling, we de risico's van voortdurende investeringen en de impact daarvan op de stabiliteit van het pensioenfonds serieus moeten evalueren."
Op 16 maart kwamen ongeveer 100 mensen bijeen bij een Tesla-servicecentrum in Stamford. Het evenement werd georganiseerd door actrice en comédienne Mary Beth Barone. Veel betogers spraken hun steun uit voor senator Chris Murphy.
Op 20 maart kondigde de groep een 'actiedag' aan voor 29 maart, met protesten gepland bij alle Amerikaanse showrooms en bij andere Tesla-locaties over de hele wereld.

## Antwoord
Musk reageerde op de protesten met een bericht op Twitter waarin hij Valerie Costa beschuldigde van 'het plegen van misdaden', wat leidde tot intimidatie van de activiste. Op 11 maart liet Donald Trump vijf Tesla's de oprit van het Witte Huis oprijden om vervolgens live voor de camera's een verkooppraatje te houden. Daarna zei hij dat hij meteen een cheque zou schrijven voor een rode Tesla Model S en een Cybertruck cadeau zou doen aan zijn kleindochter om de slechte cijfers van het bedrijf op te krikken. Trump zei ook dat hij mensen die Tesla-auto's of -pick-ups vernielen, zou classificeren als binnenlandse terroristen.
Dit markeerde een verschuiving van Trumps eerdere sterke verzet tegen elektrische voertuigen; in september 2023, sprekend bij Drake Enterprises in Michigan, beweerde Trump dat elektrische voertuigen "de dood van de Amerikaanse auto-industrie zouden betekenen" en verklaarde: "Ik ben niet iemand die volledig elektrisch wil gaan, ik denk dat het heel slecht zal zijn voor het land." Voordat hij in zee ging met Elon Musk, zei hij in de zomer van 2024 ook nog dat hij "tegen iedereen is die een elektrische auto heeft".